# Seneca (Kansas)
Seneca – miasto w Stanach Zjednoczonych, w stanie Kansas, w hrabstwie Nemaha.